# Gumeracha
Gumeracha (wymowa "gamaraka"), miejscowość w stanie Australia Południowa. Jedna z najstarszych osad w Australii Południowej.  Położona 37 km na wschód od Adelaide Gumeracha w 2006 liczyła 731 mieszkańców.